# Night Of The Proms (Versión de 1994 de Toto)
Toto fue parte en octubre de 1994 de la serie de conciertos Night Of The Proms, que fue una mini-gira de conciertos realizada en los países de Holanda, Bélgica y Alemania.

## Lista de canciones
1. Stop Loving you
2. Africa
3. I Won't Hold You Back
4. Rosanna
5. Hey Jude (Cover a The Beatles)

## Conciertos
- 13. Oct 94 	NL 	DEN BOSCH 	Brabanthallen
- 15. Oct 94 	NL 	ROTTERDAM 	Ahoy
- 16. Oct 94 	NL 	ROTTERDAM 	Ahoy
- 18. Oct 94 	BE 	ANTWERPEN 	Sportspalais
- 19. Oct 94 	BE 	ANTWERPEN 	Sportspalais
- 20. Oct 94 	BE 	ANTWERPEN 	Sportspalais
- 21. Oct 94 	BE 	ANTWERPEN 	Sportspalais
- 22. Oct 94 	BE 	ANTWERPEN 	Sportspalais
- 23. Oct 94 	BE 	ANTWERPEN 	Sportspalais
- 24. Oct 94 	DE 	DORTMUND 	Westfalenhalle

- Datos: Q6042883